# Carhué

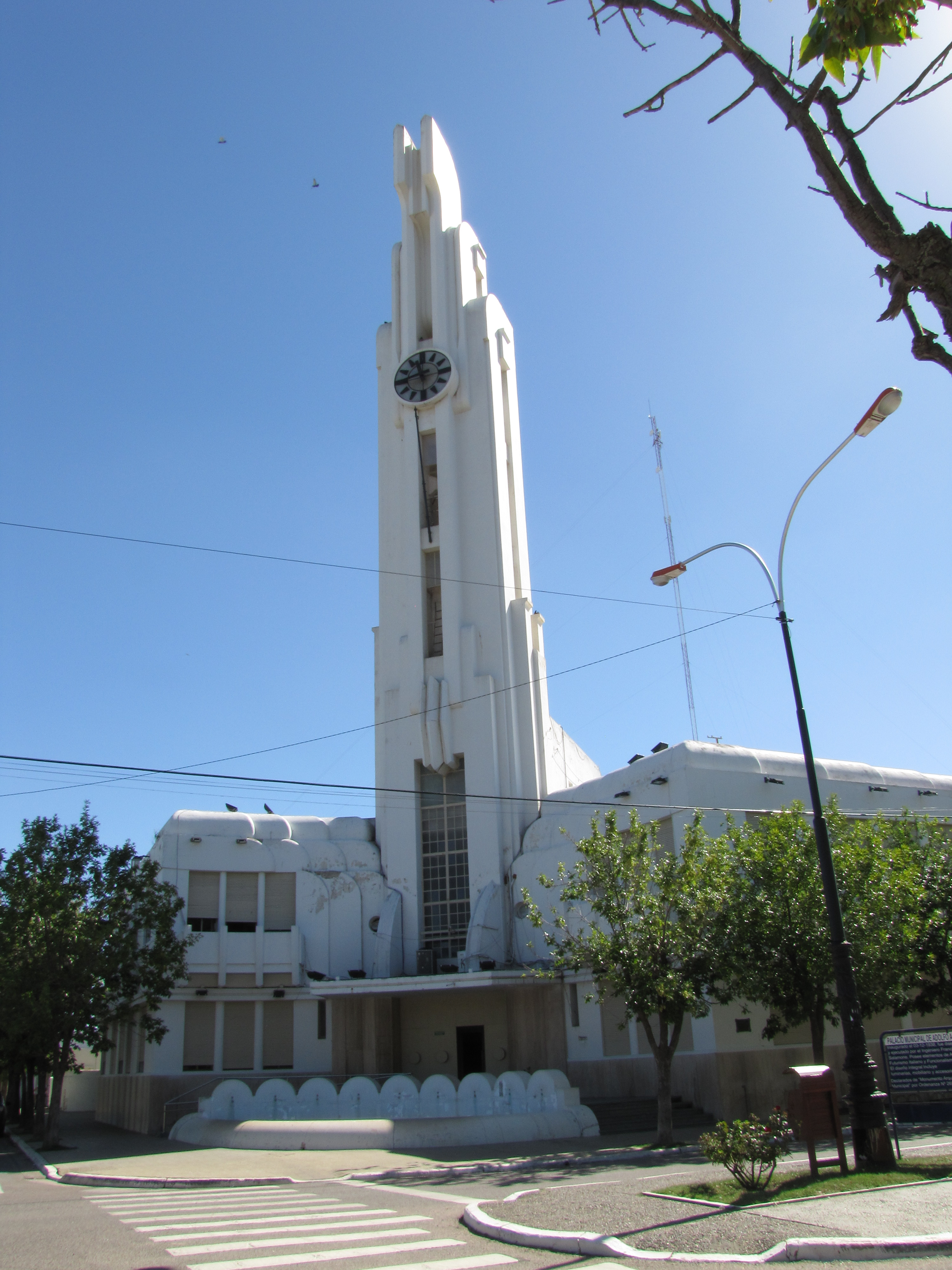
Palais Municipal de Carhué

Carhué est une ville de la province de Buenos Aires, en Argentine, et le chef-lieu du partido d'Adolfo Alsina.

## Géographie
Carhué se situe sur la rive sud-est du lac Epecuén, à 520 km à l'ouest de la ville de Buenos Aires. La ville est une destination touristique renommée grâce aux eaux thermales de sa lagune saline. L'Arroyo Pigüé passe au sud-ouest de Carhué.

### Transports
Carhué communique avec Olavarría et Buenos Aires par la route provinciale 60, la route nationale 33 passe à proximité de son territoire. Bahía Blanca est aussi reliée à Carhué par chemin de fer ne proposant que des services de fret.
Carhué est aussi desservie par un réseau d'autobus.

## Toponymie
Carhué vient du mapuche pour « lieu vert », composé des mots mapudungun Carre (« vert ») et Hue (« lieu »).
Le premier nom de la ville fut Pueblo de Adolfo Alsina, elle changea officiellement son nom en 1949.

## Histoire
Durant la présidence de Nicolás Avellaneda, Adolfo Alsina, alors ministre de la Guerre, élabore un plan de conquête du territoire mapuche et Tehuelche, qui incluait Carhué. À cette époque, la région était importante pour les pâturages que l'on y trouvait. Le plan d'Alsina prévoyait la construction de forts et fortins ainsi que d'une tranchée. Nicolás Levalle, dirigeant alors la Division du Sud, décida de fonder la ville, sous le nom de Pueblo de Adolfo Alsina.
Durant le XXe siècle, la ville grandit grâce à sa liaison ferroviaire, reliant Buenos Aires à Bahía Blanca, par la ligne ferroviaire Ferrocarril Midland. Le 10 novembre 1985, la ville de Villa Epecuén fut submergée par une crue, forçant l'abandon de la célèbre station thermale. C'est à la suite de cet évènement que les thermes de Carhué devinrent populaires.

## Population et société
Sa population s'élevait à 9 660 habitants en 2010, ce qui représentait un fort accroissement par rapport aux 8 584 habitants du recensement de 2001.
On trouve une église catholique à Carhué, placée sous le vocable de Nuestra Señora de los Desamparados (Notre-Dame des Désemparés). Il y a aussi une chapelle catholique dans le quartier d'Arturo Illia, placée sous le vocable de Saint Gaétan de Thiène. On compte vingt-et-une écoles à Carhué dont cinq écoles maternelles. Enfin, il y a un hôpital sur le territoire de Carhué, l'hôpital municipal Général José de San Martín.

## Économie
L'économie de Carhué est surtout basée sur le tourisme, à la fois thermal et rural. Ainsi, on trouve de nombreux hôtels et restaurants sur le territoire de la ville.

## Sports
Il y a six clubs sportifs à Carhué : le Racing Club Carhué, l'Atlético San Martín (possédant son propre musée), le Club Deportivo Sarmiento et le Club Social, proposant diverses activités sportives, ainsi que le Golf Club Carhué, ayant son terrain au nord-est de la ville.

## Culture et loisirs
Plusieurs bibliothèques sont localisées sur le territoire de Carhué. Il y a aussi quatre musées : 
- Musée Régional Adolfo Alsina, installé dans le premier commissariat de Carhué,
- Musée Historique Rural, à ciel ouvert, exposant des anciennes machines agricoles,
- Musée de la Última Fortinera, exposant des éléments sur les premiers colons,
- Centre de l'Interprétation des Ruines de la Villa Epecuén, aussi appelé Musée des Ruines du lac Epecuén, situé dans l'ancienne gare de Lago Epecuén.

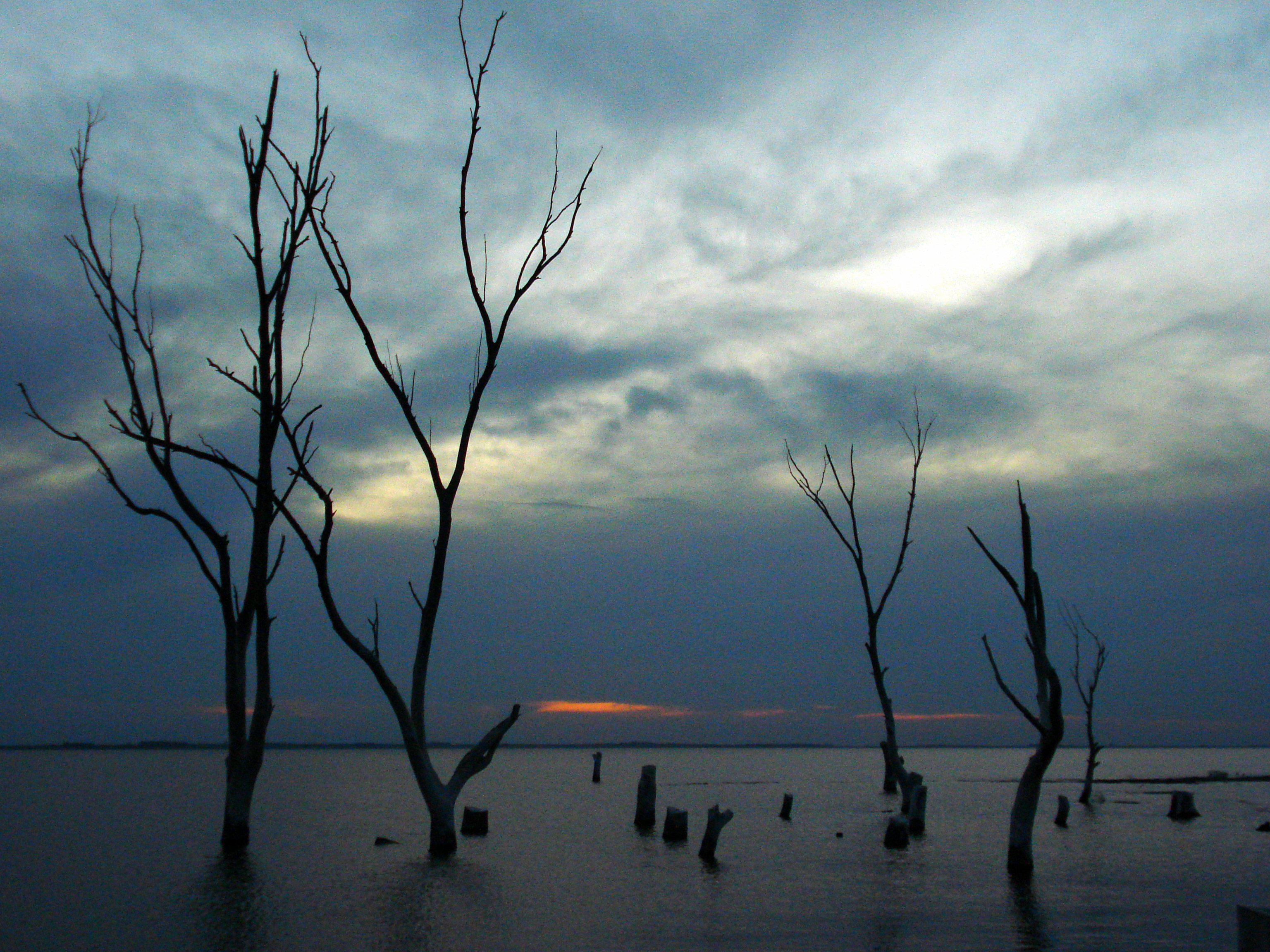
Crépuscule au-dessus du lac Epecuén

## Lieux et monuments
- Ruines de Villa Epecuén (mentionnées dans la section culture et loisirs).
- Palais municipal (ou Edificio municipal), classé monument historique national.
- Manoir Razquin (ou Casa de los Intendentes), villa de 1926.
- Maison San Nicolás, construite par Nicolás Avellaneda (propriété privée).
- Église Nuestra Señora de los Desamparados (Notre-Dame des Désemparés), de style néogothique, datant du début du XXe siècle.
- Place Nicolás Levalle ornée d'une statue du fondateur de la ville. On peut y voir l'Eucalyptus fondateur, un arbre planté à la fondation de Carhué, en 1877.

## Personnalités
- René et Alba Mugica, (1909-1998) et (1916-1983), réalisateur et actrice respectivement
- Jorgelina González (née en 1971), artiste née à Carhué
- José Pedro Casquero Galone dit Pepe (1927-2009), écrivain né à Carhué
- Leonardo S. Prícolo, musicien auteur de 17 tangos